# شکودران مصطفی
شکودران موستافی (آلمانی: Shkodran Mustafi; (تلفظ آلمانی: [ˈʃko:dʁan ˈmʊstafi:]؛ زاده ۱۷ آوریل ۱۹۹۲) یک بازیکن فوتبال اهل آلمان است. که در پست دفاع بازی می‌کند.
موستافی در سال ۲۰۱۷ توانست به همراه هم تیمی‌هایش قهرمان جام کنفدرانسیون‌ها شود. او سابقه حضور در سه لیگ معتبر اروپایی را دارد که عبارتند از لیگ اسپانیا و لیگ ایتالیا و لیگ انگلیس و پدر این بازیکن احتمال رفتن این بازیکن به لیگ بوندسلیگا را بیان کرد.